# Bulbophyllum osyriceroides
Bulbophyllum osyriceroides är en orkidéart som beskrevs av Johannes Jacobus Smith. Bulbophyllum osyriceroides ingår i släktet Bulbophyllum och familjen orkidéer. Inga underarter finns listade i Catalogue of Life.